# 魔法少女まどか☆マギカiP
『魔法少女まどか☆マギカiP』（まほうしょうじょまどかマギカアイピー PUELLA MAGI MADOKA MAGICA iP）は、2012年1月20日より4月30日まで配信されていたスマートフォン用のアプリケーションソフト。ガイズウェア開発、バンダイナムコゲームス配信による、『俺の妹がこんなに可愛いわけがないiP』、『僕は友達が少ないiP』に続くiPシリーズ第3弾。iOS用の他、Android用にも配信されており、後者のタイトルは『魔法少女まどか☆マギカiP for Android』（まほうしょうじょ まどかマギカ アイピー フォー アンドロイド）となっている。

## 概要
2011年にテレビ放送されたアニメ『魔法少女まどか☆マギカ』の主人公の鹿目まどか（かなめまどか）のキャラクターを使った簡単なコミュニケーションソフト。まどかの映像が表示され、ユーザーがタッチパネルを触ったり、撫でたり、叩いたりすると、それに応じて画面上のまどかが反応を返す。公式サイトでは「鹿目まどかは無料で配信」と書かれているが、その後他のキャラクターが配信されたことはなく、2012年4月30日、配信終了となった。
「Live2D」（ライブツーディー）と呼ばれる技術を使っており、キャラクターは滑らかに動く。
画面右上には現在時刻とスマートフォン本体のバッテリー残量が表示される。アラーム、タイマー、ツイッター、スケジュール機能も備えている。インフォメーションでは2012年3月15日発売のPlayStation Portable専用ソフト『魔法少女まどか☆マギカ ポータブル』の公式サイトに接続される。

## 登場キャラクター
鹿目まどか
声 - 悠木碧
本アプリの唯一の登場キャラクター。タイトル画面では魔法少女の姿だが、実際のゲーム中は見滝原中学の制服を着た変身前の姿である。

## セキュリティに関する問題
情報処理推進機構セキュリティセンターとJPCERTコーディネーションセンターは2012年6月1日、『魔法少女まどか☆マギカ iP for Android』において、情報漏洩の脆弱性があるとJVNで公表した。それによると、Twitter連携機能を使用した場合、Twitterのアカウント情報が平文のままログファイルに出力され、このログファイルを読み取ることができる他のAndroid用アプリによってアカウント情報が取得される可能性があるとしている。
バンダイナムコゲームスは同年5月30日に当該脆弱性について公式サイトで公表し、同日時点で被害報告を受けていないとした上で、アプリを使用している、または削除せずに端末内に残しているユーザーに向けてアップデート版の配布を開始、アップデートを行うよう呼びかけている。